# Comitatul New London, Connecticut
Comitatul New London, conform originalului din engleză, New London County, este unul din cele 8 comitate ale statului american Connecticut, fiind situat în partea sud-vestică a statului. În anul 2000, conform datelor statistice furnizate de United States Census Bureau, comitatul avea o populație de 259.088 locuitori. Sediul administrativ al comitatului este orașul omonim, New London, amplasat pe cursul râului Thames River.

## Date geografice
Comitatul are o suprafață de 1.999 km², dintre care o suprafață semnificativă, 274 km², este ocupată de apă. Comitatele vecine, prezentate în sens orar, de la nord sunt  Winham, Kent, Washington (în statul Rhode Island), Middlesex și Tolland.

## Localități din comitat

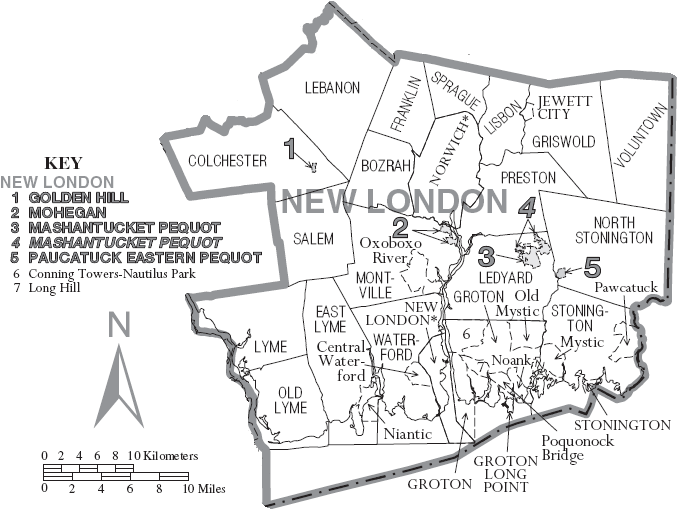
Harta comitatului New London, din Connecticut

- Bozrah
- Colchester
  - Westchester
- East Lyme
  - Flanders
  - Niantic
- Franklin
- Griswold
  - Borough of Jewett City
- Groton
  - City of Groton
  - Groton Long Point
  - Long Hill
  - Mystic (also in Stonington)
  - Noank
  - Poquonock Bridge
- Lebanon
- Ledyard
  - Gales Ferry
- Lisbon
- Lyme
- Montville
  - Oxoboxo River
    - Mohegan
    - Uncasville

  - Chesterfield
  - Oakdale
- New London
- North Stonington
- Norwich
- Old Lyme
- Preston
- Salem
- Sprague
- Stonington
  - Pawcatuck
  - Mystic (also in Groton)
  - Old Mystic
- Voluntown
- Waterford
  - Quaker Hill